# فرضیه همدلی-نوع‌دوستی

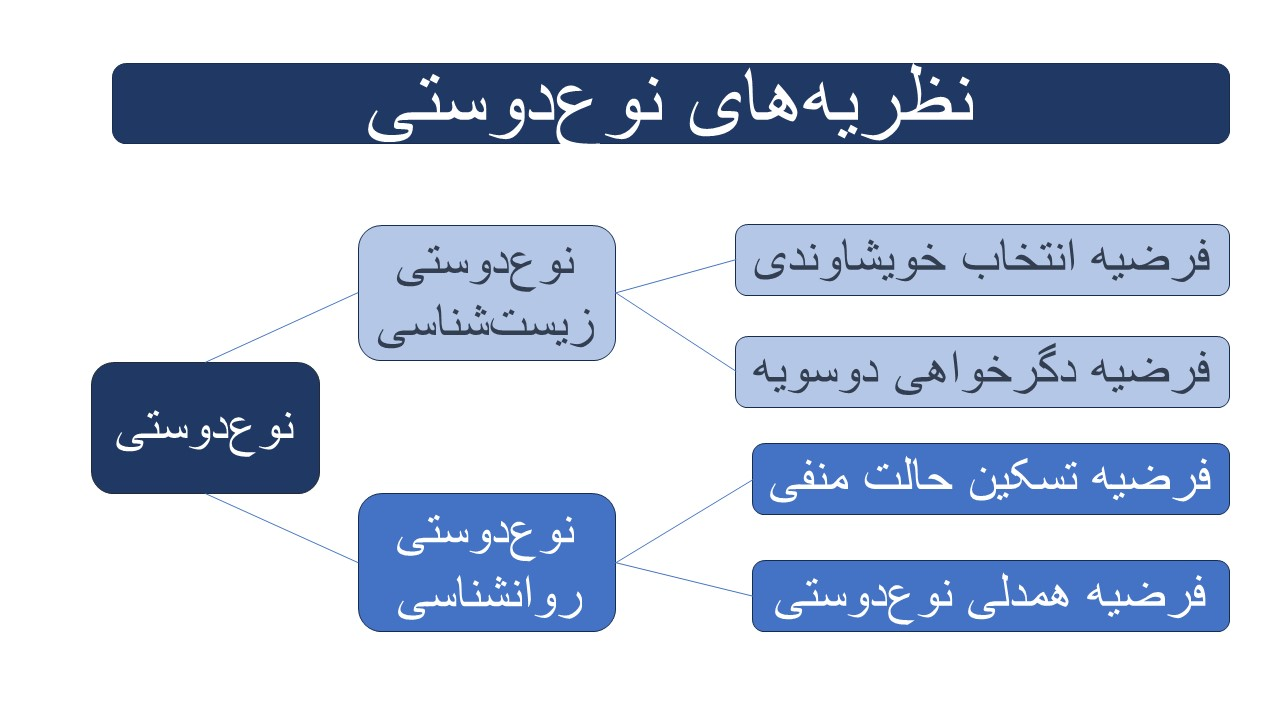
تئوری‌های نوع‌دوستی

فرضیه همدلی-نوع‌دوستی (انگلیسی: Empathy-altruism) شکلی از ایثار یا نوع‌دوستی بر اساس هیجان‌های اخلاقی یا احساسات نسبت به دیگران است.
نظریه مبادله اجتماعی معتقد است که در رفتار به ظاهر نوع‌دوستانه، منافع نوع‌دوست بیشتر از هزینه‌هایی است که نوع‌دوست متحمل می‌شود و بنابراین چنین رفتاری منفعت‌طلبانه است. در مقابل، سی. دانیل باتسون معتقد است که مردم به دلیل نگرانی واقعی برای رفاه دیگران به دیگران کمک می‌کنند. عنصر کلیدی چنین کمکی نگرانی همدلانه است. بر اساس فرضیه همدلی-نوع‌دوستی  باتسون، اگر کسی نسبت به شخص دیگری احساس همدلی داشته باشد، صرف نظر از اینکه چه چیزی می‌تواند از آن به دست آورد، به او کمک می‌کند. یک فرضیه جایگزین همدلی-شادی است، که بیان می‌کند یک فرد کمک می‌کند زیرا آنها از دیدن تسکین فرد دیگری لذت می‌برند. وقتی فردی احساس همدلی نمی‌کند، استانداردهای نظریه مبادله اجتماعی اعمال می‌شود.